# Wyższe Seminarium Duchowne Franciszkanów (OFM) we Wrocławiu
Wyższe Seminarium Duchowne Franciszkanów ("Antonianum") – uczelnia wyznaniowa, należąca do Prowincji św. Jadwigi Zakonu Braci Mniejszych zlokalizowana przy alei Jana Kasprowicza 26 we Wrocławiu, przygotowująca kleryków na sześcioletnich studiach filozoficzno-teologicznych do pracy kapłańskiej w zakonie. 

## Historia
Seminarium zaczęło działać w 1897 roku wraz z rozpoczęciem budowy klasztoru i przybyciem do Wrocławia (Karłowic) pierwszych studentów franciszkańskich (bracia mniejsi) z prowincji św. Krzyża w Saksonii (Niemcy). Wysoki poziom kadry profesorskiej, jak również możliwość uczęszczania na Uniwersytet Wrocławski sprawiły, że w okresie przed II wojną światową "Antonianum" miało charakter międzynarodowy. Do 1939 studiowali w nim zakonnicy z Niemiec, Polski, Austrii, Chorwacji, Węgier i Litwy, którzy uczestniczyli w obowiązkowym lektoracie z języka polskiego, a od 1934 także dwaj klerycy z Meksyku, którzy we Wrocławiu otrzymali święcenia prezbiteratu. Wszystkich studentów, którzy w latach 1897–1939 ukończyli studium, było 295.
Po przerwie spowodowanej II wojną światową, seminarium wznowiło swoją działalność we wrześniu 1947 roku. Odtąd studiowało w nim już prawie trzystu alumnów. Z racji politycznych w latach 1954-1997 uczelnia wraz z biblioteką funkcjonowała w Kłodzku. Od 3 lipca 1993 jest afiliowana do Papieskiego Wydziału Teologicznego we Wrocławiu, na którym alumni uzyskują pełne wykształcenie akademickie. W zakresie formacji i studiów seminarium franciszkańskie kieruje się własnym programem, który uwzględnia wymogi prawa kościelnego, zakonnego i warunki wynikające z umowy z Papieskim Wydziałem Teologicznym. Posiada własną kadrę profesorską.

## Profesorowie
Pierwszym prefektem studiów był o. Teofil Hanke. Wykładowcami filozofii i teologii, którzy kształtowali początki uczelni, byli: o. Andrzej Bolczyk (wykształcenie uniwersyteckie, doktor teologii i doktor obojga praw), o. Alard Wiertelarz (wykształcenie seminaryjne, Lector generalis), o. Fabian Gielnik (wykształcenie seminaryjne), o. Chryzogon Reisch (wykształcenie seminaryjne, Lector generalis), o. Otto Kaudewitz (wykształcenie seminaryjne), o. Teofil Hanke (wykształcenie uniwersyteckie, Lector generalis), o. Alojzy Bolczyk (wykształcenie uniwersyteckie, Lector generalis) i o. Krystian Kosubek (wykształcenie uniwersyteckie, Lector generalis). Niektórzy spośród wymienionych, a także następni wykładowcy, wykształcenie i stopnie naukowe zdobywali na wyższych uczelniach, m.in. Berlina, Oxfordu, Rzymu czy Wrocławia.
Dziś, z systematycznie przygotowywanej kadry profesorskiej na uczelniach zagranicznych i polskich, wielu podejmowało i podejmuje wykłady na Katolickim Uniwersytecie Lubelskim, Uniwersytetach Wrocławskim i Opolskim, na Papieskim Wydziale Teologicznym we Wrocławiu i Legnicy, w seminariach duchownych Katowic, Legnicy, Świdnicy i Wronek, jak również za granicą – w rzymskim Papieskim Uniwersytecie "Antonianum" i jerozolimskim Franciszkańskim Studium Biblijnym. Od 1993 roku profesorowie publikują artykuły ze swoich specjalizacji w zeszytach naukowych "Quaestiones Selectae”, których wydawcą jest Wyższe Seminarium Duchowne Franciszkanów.

## Rektorzy

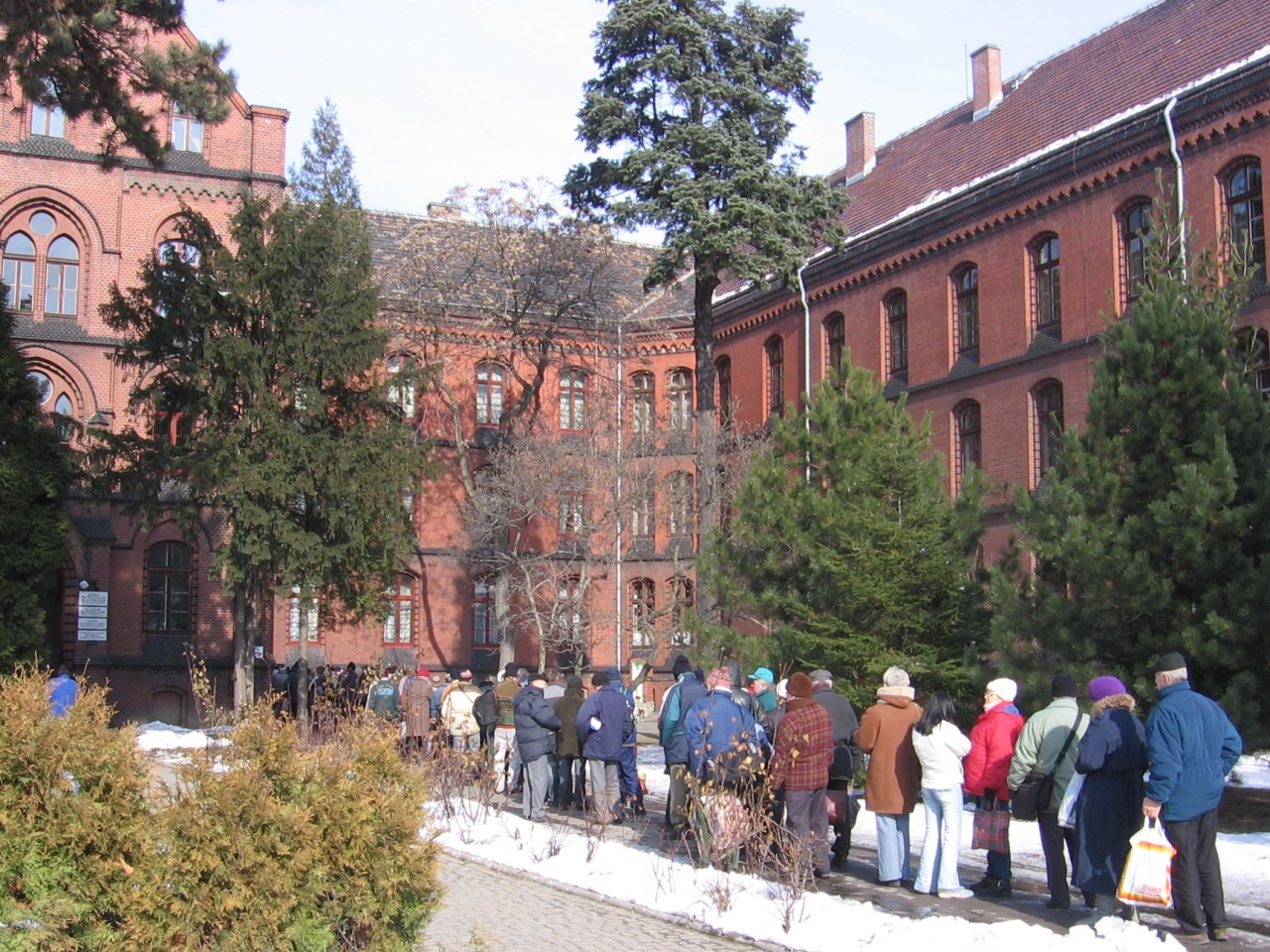
"Wyższe Seminarium Duchowne Franciszkanów" i znajdująca się w tym samym budynku "Franciszkańska Kuchnia Charytatywna"

- o. dr Ambroży Maria Lubik
- o. dr Krzysztof Jan Kowarz
- o. dr Remigiusz Józef Gruca
- o. dr Wawrzyniec Zbigniew Wojtyra
- o. dr Oskar Michał Maciaczyk